# Локотцы (река)
Локотцы — река в России, протекает по Липецкой и Орловской областям. Левый приток реки Семенек.

## География
Река Локотцы берёт начало у деревни Глебово Новодеревеньковского района Орловской области. Течёт на восток, пересекает границу Липецкой области. Впадает в Семенек около посёлка Первомайский Измалковского района. Устье реки находится в 26 км от устья реки Семенек. Длина реки составляет 32 км, площадь водосборного бассейна — 299 км². Наиболее крупный правый приток — река Полевые Локотцы.

## Данные водного реестра
По данным государственного водного реестра России, относится к Донскому бассейновому округу, водохозяйственный участок реки — Красивая Меча, речной подбассейн реки — бассейны притоков Дона до впадения Хопра. Речной бассейн реки — Дон (российская часть бассейна).
Код объекта в государственном водном реестре — 05010100112107000000658.